# Mavrovo i Rostuša
Mavrovo i Rostuša (în macedoneană Маврово и Ростуша, în albaneză Mavrovës dhe Radostushës, în turcă Mavrova ve Rostușa) este una din cele 80 de comune (opștini) din Macedonia de Nord. Face parte din regiunea Polog. Sediul administrativ este satul Rostuša.
Comuna se învecinează cu orașul Gostivar la nord, Zajas la est, Drugovo la sud-est, Debar la sud și granița de stat cu Albania la vest.
Parcul Național Mavrovo se întinde inclusiv pe teritoriul administrativ al comunei.

## Populația
Conform recensământului din 2002, 8.618 de persoane trăiau în 1.969 de gospodării. Aceasta corespunde cu 4,38 persoane pe gospodărie.
În ceea ce privește etnia, 4.349 s-au descris drept macedoneni, 2.680 ca turci și 1.483 ca albanezi . 106 aparțineau altor grupuri etnice, inclusiv bosniaci.
La recensământul din 2021 au fost numărate 5.042 de persoane, în scădere față de anul 2002. 1.555 din locuitori s-au declarat turci, 1.474 macedoneni, 470 albanezi și 1.543 aparțineau altor grupuri etnice (de ex. torbeși).
Mulți rezidenți care se identifică ca macedoneni sunt albanezi asimilați de credință ortodoxă. Într-un sondaj neoficial ei s-au descris drept macedoneni care vorbesc atât limba albaneză, cât și limba macedoneană. În Macedonia de Nord oamenii vorbesc despre Škreti (macedoneană Шкрети), un mic grup de populație etnogeografic de etnici macedoneni care trăiesc în nord-vestul țării și de-a lungul graniței cu Albania. Datorită apropierii lor geografice de Albania, acest grup de populație a fost expus la jafuri frecvente de către așa-numiții kacak albanezi. Pentru a se proteja de aceste jafuri, au adoptat limba albaneză. 
Satele de-a lungul graniței cu Albania sunt în mare parte locuite de turci. Majoritatea albanezilor musulmani locuiesc în nordul comunei, în timp ce macedonenii trăiesc pe tot teritoriul comunei.

## Galerie de imagini

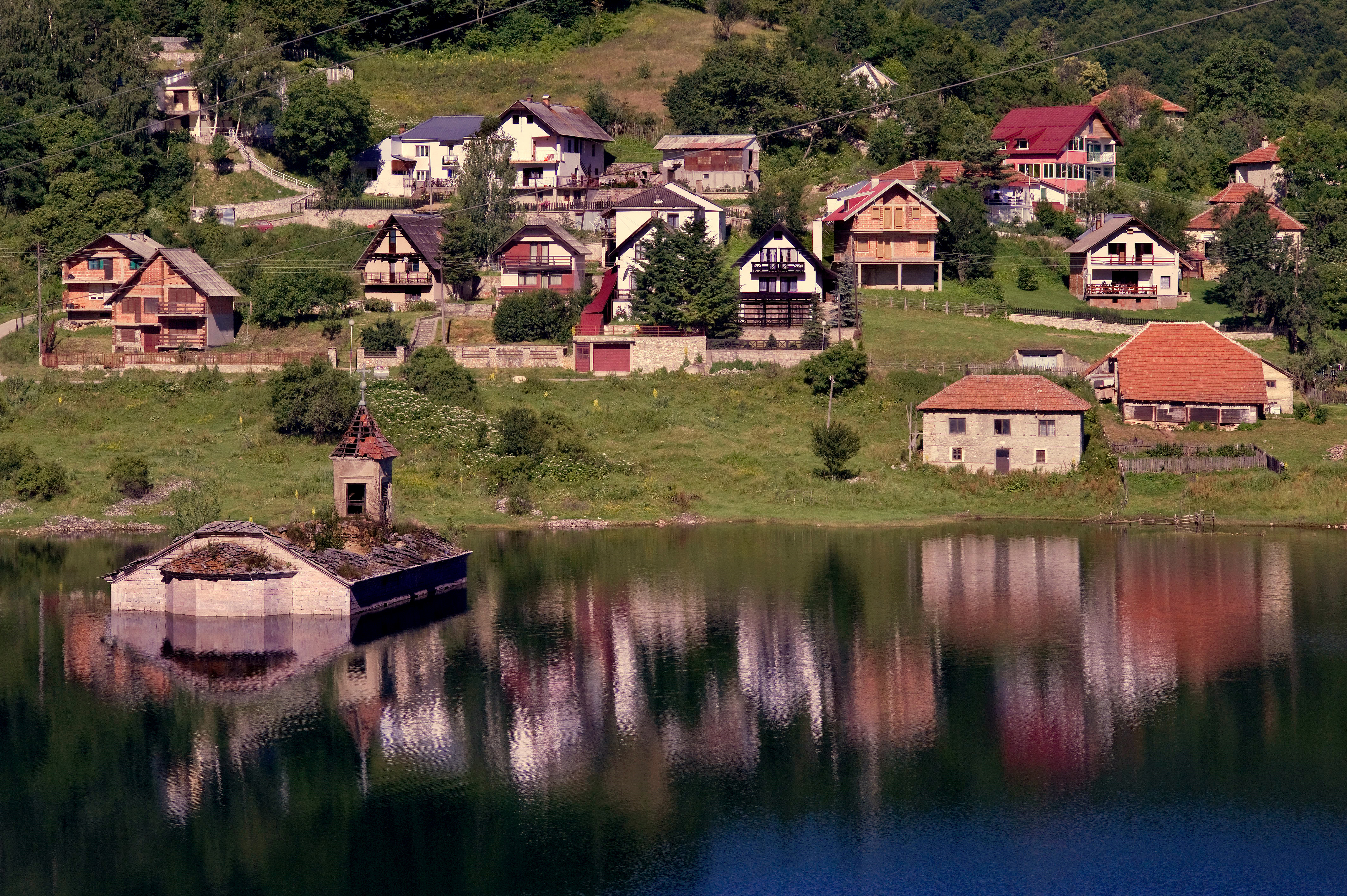
Mavrovi Anovi pe Lacul Mavrovo cu Biserica Sf. Nicolae din 1850, care a fost inundată de lacul de acumulare construit în anii 1960.